# 和田現子
和田現子（和田 アキ子）、婚後亦稱飯塚現子（いいづか あきこ），1950年4月10日—），出生於日本大阪府大阪市生野區，韓裔日本女歌手，同時也兼任藝人、主持、演員等，也是一名企業家，爱称有「akko(san)」「ako」「akko chan」等。
其韓國本名為「金福子」（김복자、Gim Bokja），後來改稱「金海福子」。出道時，有感採用韓國人姓名不利在演藝界發展，因此改名為「和田現子」。「和田」這個姓氏是依據她的叔父在歸化日籍時，隨他的養父姓氏而所採用。及後，她把名字中「現」字改以片假名書寫作為藝名。然而，現時不少華文媒體都因不認識她的姓名中採用了借字（日语：当て字），簡單化地將「あき」當成常用的「秋」字，因此錯誤地將她的名字譯作「和田秋子」。

## 履歷
其父亲金基淑是出生于韩国济州岛的柔道家，母亲也出生在朝鲜半岛，她本人是第二代日本韩裔。据日本媒体报道，当时高容姬的父亲高泰文也常到和田現子父亲曾在鹤桥经营过的「金海道场」训练柔道（「金海」也成為了和田現子最初所使用的日本姓氏）。不久之后高泰文带家人一起回北韩去。
和田现子十五岁就开始在大阪各地酒吧演唱。后来她和东京著名经纪公司签约后，1968年正式进入演艺圈。1976年与promotion会社社长结婚，八个月后离婚；1981年與攝影師飯塚浩司再婚。但不久卻被驗出患上子宮頸癌，和田現子以「不能為丈夫生育孩子為理由」曾要求離婚，幸得飯塚浩司說出「我們結婚不是只為了生孩子」一番話，最後得以維持。也因這件事，她對國際兒童救助活動特別關心，亦擔任相關的義務工作。
所属的事务所是堀制作株式会社（株式会社ホリプロ）。血型为O型。身高174公分。
雖然在藝能界內普遍受到敬重，但近年在民眾的支持度卻大幅滑落，自2013年起，更在「週刊文春」在內的多份娛樂雜誌、網上平台等的民調中，每每被選為「最不想於紅白出場歌手」等中的第一位。受訪者普遍認為她愛將自己的意見視為權威、又認為藝能界對她過份遷就，造就她「毒舌」的性格。

### 演藝活動
1968年10月25日，發行第一首單曲「星空の孤独 (星空的孤獨)」。
2001年，唱片發行商移籍到帝蓄娛樂，2007年再移到同公司所屬的Union唱片。
2018年1月，舉行入行50周年紀念演唱會。
2021年4月，唱片發行商部分移籍到日本環球音樂。9月2日以YONA YONA DANCE打入年輕人的市場。

## NHK紅白歌合戰出場紀錄
共出席了39次，當中自1986年至2015年，累積了連續30年入選的記錄。2005年曾改以白組出戰，曾經是出場最多的女歌手。唯2016年，她卻意外地落選，未能完成第40次出場記錄，結果她和石川小百合並列成為紅白史上出場最多的女歌手。2017年，石川小百合第40次獲邀參加紅白，而和田現子則因年初繼續批評NHK不揀選她出席紅白而與電視台高層隔空罵戰，再加上年末更被娛樂雜誌《週刊文春》的讀者投票中被選為「最不想在紅白出現歌手」的第一名，令她再次無緣入選。
| 年度/回数     | 出场次数 | 曲目（括號內的數字表示翻唱的次數）                                 | 演出顺次 | 对战歌手                     | 备注        |
| ------------- | -------- | ------------------------------------------------------------------ | -------- | ---------------------------- | ----------- |
| 1970年/第21回 | 初次     | 笑って許して（笑著原諒我）                                         | 02/24    | 水原弘                       |             |
| 1971年/第22回 | 第2次    | 天使になれない（不能做天使）                                       | 03/25    | 美川宪一                     |             |
| 1972年/第23回 | 第3次    | 孤独                                                               | 02/23    | Four Leaves                  |             |
| 1973年/第24回 | 第4次    | 笑って許して（笑著原諒我）(2)                                      | 06/22    | 桥幸夫                       |             |
| 1974年/第25回 | 第5次    | 美しき誤解（美丽的误解）                                           | 10/25    | 海援队                       |             |
| 1975年/第26回 | 第6次    | もっと自由に（让我更自由）                                         | 06/24    | DOWN TOWN BOOGIE WOOGIE BAND |             |
| 1976年/第27回 | 第7次    | 雨のサタデー（下雨的星期六）                                       | 07/24    | 西城秀树                     |             |
| 1977年/第28回 | 第8次    | 夜更けのレストラン（深夜的餐厅）                                   | 12/24    | 千昌夫                       |             |
| 1978年/第29回 | 第9次    | コーラス・ガール（合唱团的女孩）                                   | 13/24    | 千昌夫(2)                    |             |
| 1986年/第37回 | 第10次   | もう一度ふたりで歌いたい（想再一次两个人一起唱）                   | 12/20    | 菅原洋一                     |             |
| 1987年/第38回 | 第11次   | 抱擁（拥抱）                                                       | 20/20    | 五木宏                       | 压轴        |
| 1988年/第39回 | 第12次   | だってしょうがないじゃない（没有办法，不是吗？）                   | 9/21     | 吉几三                       |             |
| 1989年/第40回 | 第13次   | だってしょうがないじゃない（没有办法，不是吗？）(2)                | 19/20    | 谷村新司                     | 压轴前      |
| 1990年/第41回 | 第14次   | 抱かれ上手（擅长被拥抱）                                           | 27/29    | 北岛三郎                     |             |
| 1991年/第42回 | 第15次   | あの鐘を鳴らすのはあなた（敲响钟的人是你）                         | 28/28    | 谷村新司(2)                  | 红组压轴(2) |
| 1992年/第43回 | 第16次   | 愛、とどきますか（爱，接到了吗？）                                 | 27/28    | 佐田雅志                     | 压轴前(2)   |
| 1993年/第44回 | 第17次   | 星空の孤独（星空的孤独）                                           | 24/26    | 谷村新司(3)                  |             |
| 1994年/第45回 | 第18次   | あの鐘を鳴らすのはあなた（敲响钟的人是你）(2)                      | 22/25    | 小林旭                       |             |
| 1995年/第46回 | 第19次   | もう一度ふたりで歌いたい（想再一次两个人一起唱）(2)                | 25/25    | 细川贵志                     | 红组压轴(3) |
| 1996年/第47回 | 第20次   | Mother                                                             | 20/25    | 佐田雅志(2)                  |             |
| 1997年/第48回 | 第21次   | 夢                                                                 | 24/25    | 北岛三郎(2)                  | 压轴前(3)   |
| 1998年/第49回 | 第22次   | 今あなたにうたいたい（我想对你唱）                                 | 25/25    | 五木宏(2)                    | 总压轴(4)   |
| 1999年/第50回 | 第23次   | あの鐘を鳴らすのはあなた（敲响钟的人是你）(3)                      | 27/27    | 北岛三郎(3)                  | 红组压轴(5) |
| 2000年/第51回 | 第24次   | もう一度ふたりで歌いたい（想再一次两个人一起唱）(3)                | 27/28    | 北岛三郎(4)                  | 压轴前(4)   |
| 2001年/第52回 | 第25次   | 夢(2)                                                              | 27/27    | 北島三郎(5)                  | 红组压轴(6) |
| 2002年/第53回 | 第26次   | 抱擁（拥抱）(2)                                                    | 25/27    | 佐田雅志(3)                  |             |
| 2003年/第54回 | 第27次   | 古い日記（古老的日记） 2003 KOUHAKU Remix                          | 27/30    | 五木宏(3)                    |             |
| 2004年/第55回 | 第28次   | あの鐘を鳴らすのはあなた（敲响钟的人是你）(4)                      | 22/28    | 柚子                         |             |
| 2005年/第56回 | 第29次   | HEY!(with m-flo)                                                   | 27/29    | 渡边美里                     | 代表白组    |
| 2006年/第57回 | 第30次   | Mother(2)                                                          | 23/27    | 秋川雅史                     |             |
| 2007年/第58回 | 第31次   | あの鐘を鳴らすのはあなた（敲响钟的人是你）(5)                      | 26/27    | 森進一                       | 压轴前(5)   |
| 2008年/第59回 | 第32次   | 夢(3)                                                              | 26/26    | 冰川清志                     | 红组压轴(7) |
| 2009年/第60回 | 第33次   | もう一度ふたりで歌いたい（想再一次两个人一起唱）(4)                | 22/25    | 可苦可樂                     |             |
| 2010年/第61回 | 第34次   | AKKOィィッ!紅白2010スペシャル（現子的紅白2010 Special，串燒歌曲）  | 16/22    | 加山雄三                     |             |
| 2011年/第62回 | 第35次   | あの鐘を鳴らすのはあなた（敲响钟的人是你）(6)                      | 19/25    | 嵐                           |             |
| 2012年/第63回 | 第36次   | 愛、とどきますか（爱，接到了吗？）(2)                              | 21/25    | 美輪明宏                     |             |
| 2013年/第64回 | 第37次   | 今でもあなた（直到現在的他）                                       | 15/24    | TOKIO                        |             |
| 2014年/第65回 | 第38次   | 古い日記 ～2014紅白スペシャル～（古老日記 ～2014紅白Special～）(2) | 12/23    | V6                           |             |
| 2015年/第66回 | 第39次   | 笑って許して（笑著原諒我）(3)                                      | 11/26    | 細川貴志(2)                  |             |